# Chaveyriat
Chaveyriat – miejscowość i gmina we Francji, w regionie Owernia-Rodan-Alpy, w departamencie Ain.

## Demografia
Według danych na styczeń 2012 r. gminę zamieszkiwało 985 osób, a gęstość zaludnienia wynosiła 58,4 osób/km².